# Корнелия Сула
Корнелия Сула (на латински: Cornelia Sullas; * 109 пр.н.е.) е римлянка от 1 век пр.н.е.
Тя е най-възрастната дъщеря на Сула и първата му съпруга Юлила или Юлия Корнелия, дъщеря на Луций Юлий Цезар II и Попилия.
Омъжва се за Квинт Помпей Руф, братовчед на Гней Помпей Страбон, бащата на Помпей Велики. Двамата имат две деца, дъщеря Помпея, която става втората съпруга на Юлий Цезар и син Квинт Помпей Руф (народен трибун 52 пр.н.е.).
През 88 пр.н.е. съпругът ѝ Квинт е убит при неспокойствията в Рим от привържениците на народния тибун Публий Сулпиций Руф. Тя се омъжва за Мамерк Емилий Лепид Ливиан, който е консул през 77 пр.н.е. С него няма деца.